# Giovanni Bussei
Giovanni Sebastiano Bussei Canone (Torino, 15 settembre 1972) è un pilota motociclistico italiano, vincitore del campionato italiano superbike nel 2000.

## Carriera
Nel biennio 1995 e 1996 prende parte al Thunderbike Trophy (categoria antesignana del campionato mondiale Supersport inserita nel contesto delle gare del motomondiale), terminando le due stagioni al venticinquesimo e trentaduesimo posto.
Nel 1997 si spostò nel mondiale Supersport si classificò 9º nella stagione successiva. Dal 1999 al 2007 ha preso parte, anche se in maniera non continuativa all campionato mondiale Superbike. In questo lasso di tempo guida per tutte e quattro le moto giapponesi di questo campionato e per Ducati. Il suo miglior risultato nel mondiale Superbike è un 14º posto nella classifica finale del 2005. Per quanto concerne la singola gara, il miglior risultato è il sesto posto, ottenuto in tre diverse occasioni l'ultima delle quali in Gara 2 al Gran Premio di Brands Hatch durante la stagione 2004: durante la tappa di Imola del 26 settembre 2004 soccorre Chris Vermeulen, uscito di pista durante il riscaldamento, caricandolo a bordo della proprio moto e trasportandolo sino ai box.
Dal 2006 corre nel mondiale Supermoto in sella a una Honda e partecipa ad alcune gare del mondiale Superbike come pilota sostitutivo. Anche spostandosi nel mondiale Supermoto continua a non staccare mai i piedi dalle pedane, toccando terra con il ginocchio in stile Superbike.

## Biografia
La famiglia di Bussei è imparentata con gli Agnelli.

## Risultati in gara

### Motomondiale
| 1995 | Classe             | Moto   |    |    |    |    |    |     |    |     |     |    |    |    |    |  |  | Punti | Pos. |
| ---- | ------------------ | ------ | -- | -- | -- | -- | -- | --- | -- | --- | --- | -- | -- | -- | -- |  |  | ----- | ---- |
| 1995 | Thunderbike Trophy | Bimota | NE | NE | NE | 12 | 21 | Rit | 15 | Rit | Rit | 15 | NE | NE | 13 |  |  | 9     | 25º  |

| 1996 | Classe             | Moto     |    |    |    |  |    |  |  |  |  |  |  |    |  |    |    | Punti | Pos. |
| ---- | ------------------ | -------- | -- | -- | -- |  | -- |  |  |  |  |  |  | -- |  | -- | -- | ----- | ---- |
| 1996 | Thunderbike Trophy | Kawasaki | NE | NE | NE |  | 12 |  |  |  |  |  |  | NE |  | NE | NE | 4     | 32º  |

| Legenda | 1º posto        | 2º posto            | 3º posto            | A punti      | Senza punti        | Grassetto – Pole position Corsivo – Giro più veloce |
| Legenda | Gara non valida | Non qual./Non part. | Ritirato/Non class. | Squalificato | '-' Dato non disp. | Grassetto – Pole position Corsivo – Giro più veloce |

### Campionato mondiale Supersport
| 1997 | Moto   |   |    |     |   |   |   |    |   |    |     |     |  | Punti | Pos. |
| ---- | ------ | - | -- | --- | - | - | - | -- | - | -- | --- | --- |  | ----- | ---- |
| 1997 | Suzuki | 9 | 17 | Rit | 5 | 9 | 8 | 13 | 6 | 11 | Rit | Rit |  | 51    | 13º  |

| 1998 | Moto   |    |     |     |   |    |   |    |    |   |    |  |  | Punti | Pos. |
| ---- | ------ | -- | --- | --- | - | -- | - | -- | -- | - | -- |  |  | ----- | ---- |
| 1998 | Suzuki | 11 | Rit | Rit | 9 | 12 | 9 | 10 | 11 | 9 | 11 |  |  | 46    | 9º   |

| 2002 | Moto   |  |  |  |  |  |  |  |  |  |  |    |     | Punti | Pos. |
| ---- | ------ |  |  |  |  |  |  |  |  |  |  | -- | --- | ----- | ---- |
| 2002 | Ducati |  |  |  |  |  |  |  |  |  |  | 19 | Rit | 0     |      |

| 2004 | Moto   |     |     |   |   |     |     |  |  |  |  |  |  | Punti | Pos. |
| ---- | ------ | --- | --- | - | - | --- | --- |  |  |  |  |  |  | ----- | ---- |
| 2004 | Ducati | Rit | Rit | 8 | 7 | Rit | Rit |  |  |  |  |  |  | 17    | 18º  |

| Legenda | 1º posto        | 2º posto            | 3º posto           | A punti      | Senza punti        | Grassetto – Pole position Corsivo – Giro più veloce |
| Legenda | Gara non valida | Non qual./Non part. | Ritirato/Non class | Squalificato | '-' Dato non disp. | Grassetto – Pole position Corsivo – Giro più veloce |

### Campionato mondiale Superbike
| 1999 | Moto              |  |  |  |  |  |  |  |  |     |     |    |    |  |  |  |  |  |  |     |   |  |  |    |    |    |    | Punti | Pos. |
| ---- | ----------------- |  |  |  |  |  |  |  |  | --- | --- | -- | -- |  |  |  |  |  |  | --- | - |  |  | -- | -- | -- | -- | ----- | ---- |
| 1999 | Suzuki e Kawasaki |  |  |  |  |  |  |  |  | Rit | Rit | 13 | 22 |  |  |  |  |  |  | Rit | 6 |  |  | NP | NP | 20 | 20 | 13    | 35º  |

| 2000 | Moto     |    |    |   |     |    |     |    |     |    |     |    |     |     |    |     |     |    |    |    |     |   |     |     |    |     |     | Punti | Pos. |
| ---- | -------- | -- | -- | - | --- | -- | --- | -- | --- | -- | --- | -- | --- | --- | -- | --- | --- | -- | -- | -- | --- | - | --- | --- | -- | --- | --- | ----- | ---- |
| 2000 | Kawasaki | 12 | 10 | 8 | Rit | 15 | Rit | 19 | Rit | 14 | Rit | 21 | Rit | Rit | 12 | Rit | Rit | 10 | 11 | 18 | Rit | 8 | Rit | Rit | 18 | Rit | Rit | 44    | 21º  |

| 2001 | Moto   |     |     |    |   |     |    |     |    |   |    |     |    |     |     |     |    |    |     |    |     |    |     |    |    |    |    | Punti | Pos. |
| ---- | ------ | --- | --- | -- | - | --- | -- | --- | -- | - | -- | --- | -- | --- | --- | --- | -- | -- | --- | -- | --- | -- | --- | -- | -- | -- | -- | ----- | ---- |
| 2001 | Ducati | Rit | Rit | 11 | 9 | Rit | AN | Rit | 21 | 8 | 11 | Rit | 15 | Rit | Rit | Rit | 14 | 15 | Rit | 17 | Rit | 14 | Rit | 16 | 14 | 11 | 10 | 44    | 18º  |

| 2003 | Moto            |     |    |    |     |    |    |     |    |    |     |    |    |     |     |   |   |  |  |  |  |  |  |  |  |  |  | Punti | Pos. |
| ---- | --------------- | --- | -- | -- | --- | -- | -- | --- | -- | -- | --- | -- | -- | --- | --- | - | - |  |  |  |  |  |  |  |  |  |  | ----- | ---- |
| 2003 | Yamaha e Ducati | Rit | 11 | 14 | Rit | 12 | 11 | Rit | 13 | 10 | Rit | 12 | 12 | Rit | Rit | 7 | 6 |  |  |  |  |  |  |  |  |  |  | 52    | 15º  |

| 2004 | Moto   |  |  |  |  |  |  |  |  |  |  |  |  |  |  |    |   |     |    |     |    |     |    |  |  |  |  | Punti | Pos. |
| ---- | ------ |  |  |  |  |  |  |  |  |  |  |  |  |  |  | -- | - | --- | -- | --- | -- | --- | -- |  |  |  |  | ----- | ---- |
| 2004 | Ducati |  |  |  |  |  |  |  |  |  |  |  |  |  |  | 12 | 6 | Rit | 11 | Rit | 11 | Rit | NP |  |  |  |  | 24    | 21º  |

| 2005 | Moto     |    |    |    |   |    |     |    |    |   |    |     |    |     |    |     |     |    |    |    |    |    |    |    |    |  |  | Punti | Pos. |
| ---- | -------- | -- | -- | -- | - | -- | --- | -- | -- | - | -- | --- | -- | --- | -- | --- | --- | -- | -- | -- | -- | -- | -- | -- | -- |  |  | ----- | ---- |
| 2005 | Kawasaki | 11 | 14 | 10 | 9 | 13 | Rit | 13 | 11 | 8 | 16 | Rit | 10 | Rit | 15 | Rit | Rit | 15 | 15 | 12 | 12 | 11 | AN | 13 | NP |  |  | 64    | 14º  |

| 2006 | Moto  |  |  |  |  |    |    |  |  |  |  |  |  |  |  |  |  |  |  |  |  |  |  |  |  |  |  | Punti | Pos. |
| ---- | ----- |  |  |  |  | -- | -- |  |  |  |  |  |  |  |  |  |  |  |  |  |  |  |  |  |  |  |  | ----- | ---- |
| 2006 | Honda |  |  |  |  | 18 | 20 |  |  |  |  |  |  |  |  |  |  |  |  |  |  |  |  |  |  |  |  | 0     |      |

| 2007 | Moto   |  |  |  |  |    |    |    |    |  |  |  |  |  |  |  |  |  |  |  |  |  |  |  |  |  |  | Punti | Pos. |
| ---- | ------ |  |  |  |  | -- | -- | -- | -- |  |  |  |  |  |  |  |  |  |  |  |  |  |  |  |  |  |  | ----- | ---- |
| 2007 | Ducati |  |  |  |  | 14 | 11 | 13 | 15 |  |  |  |  |  |  |  |  |  |  |  |  |  |  |  |  |  |  | 11    | 21º  |

| 2008 | Moto  |  |  |  |  |  |  |  |  |    |    |  |  |  |  |  |  |  |  |  |  |  |  |  |  |  |  |  |  | Punti | Pos. |
| ---- | ----- |  |  |  |  |  |  |  |  | -- | -- |  |  |  |  |  |  |  |  |  |  |  |  |  |  |  |  |  |  | ----- | ---- |
| 2008 | Honda |  |  |  |  |  |  |  |  | NP | NP |  |  |  |  |  |  |  |  |  |  |  |  |  |  |  |  |  |  | 0     |      |

| Legenda | 1º posto        | 2º posto            | 3º posto           | A punti      | Senza punti        | Grassetto – Pole position Corsivo – Giro più veloce |
| Legenda | Gara non valida | Non qual./Non part. | Ritirato/Non class | Squalificato | '-' Dato non disp. | Grassetto – Pole position Corsivo – Giro più veloce |

## Altri risultati
- 2006: 21º posto Campionato del Mondo Supermoto S2 (su Honda)
- 2006: Vincitore Barclaycard Superbikers (su Honda)
- 2007: 21º posto Campionato Italiano Supermoto S1 (1 gara su 6) (su Honda)
- 2007: 14º posto Campionato del Mondo Supermoto S1 (su Honda)
- 2007: Vincitore Barclaycard Superbikers (su Honda)
- 2008: 12º posto Campionato del Mondo Supermoto S1 (su Honda)
- 2009: 21º posto Campionato Italiano Supermoto S1 (1 gara su 5) (su Honda)
- 2009: 6º posto Campionato del Mondo Supermoto S1 (su Honda)
- 2010: 10º posto Campionato Italiano Supermoto S1 (5 gare su 6) (su Honda)
- 2010: 11º posto Campionato del Mondo Supermoto S1 (4 GP su 5) (su Honda)
- 2011: 14º posto Campionato Italiano Supermoto S1 (4 gare su 6) (su Honda)